# Lynn H. Nicholas
Pour les articles homonymes, voir Nicholas.
Lynn H. Nicholas est une auteure américaine.
Elle est l'auteure du livre Le pillage de l'Europe (The Rape of Europa), un récit du pillage par les nazis de trésors d'art pillés dans les pays occupés. Ses honneurs et récompenses incluent la Légion d'honneur de France, l'Amicus Poloniae de Pologne et le National Book Critics Circle Award.

## Biographie
Lynn H. Nicholas naît à New London, au Connecticut, et a fait ses études aux États-Unis, en Grande-Bretagne et en Espagne. 
Elle a travaillé à la National Gallery of Art, à Washington.
Elle a écrit Le pillage de l'Europe et Cruel World: The Children of Europe in the Nazi Web.
Nicholas a reçu la Légion d'honneur de la France et a été nommée Amicus Poloniae par la Pologne.

## Récompenses et distinctions
Le pillage de l'Europe a remporté le National Book Critics Circle Award pour la non-fiction générale en 1994.

## Adaptation
Le pillage de l'Europe est adapté pour un film du même nom, The Rape of Europa (2006), réalisé par Richard Berge, Bonni Cohen et Nicole Newnham.

## Publications
- The Rape of Europa : The Fate of Europe's Treasures in the Third Reich and the Second World War, New York, Knopf, 1994 (ISBN 978-0-679-40069-1, lire en ligne)
- The Rape of Europa : The Fate of Europe's Treasures in the Third Reich and the Second World War, Londres, Macmillan, 1994 (ISBN 0-333-62652-4)
  - Édition française : Le pillage de l'Europe : les œuvres d'art volées par les nazis  (trad. Paul Chemla), Paris, Le Seuil, 1995, 557 p. (ISBN 2-02-022724-X)
- Cruel World: The Children of Europe in the Nazi Web, New York : A.A. Knopf, 2005  (ISBN 0679454640)  (ISBN 9780679454649)